# هيلينا بتروفنا بلافاتسكي
هيلينا بتروفنا بلافاتسكي (بالإنجليزية: Helena Petrovna Blavatsky)، ولدت باسم هيلينا فون هان (12 أغسطس 1831 - 8 مايو 1891)؛ هي روحانية ثيوصوفية ومؤلفة ورحالة. فقد سافرت حول العالم بين 1848 و1875 ثلاث مرات. وفي 1875 أسست مع الكولونيل أولكوت الجمعية الثيوصوفية. أحد أهداف الجمعية المعلنة هي تأسيس نواة لأخوية إنسانية عالمية، دون تمييز في العرق أو الجنس أو الطائفة أو اللون.
في عام 1877، نشرت كتابًا بعنوان "إيزيس مكشوفة النقاب"، وهو كتاب يوضح نظرتها الثيوصوفية للعالم بربطها بشكل وثيق مع المذاهب الباطنية للهرمسية والأفلاطونية الحديثة، وصفت بلافاتسكي الثيوصوفيا بأنها "توليف العلم والدين والفلسفة"، معلنة أنها تحيي "الحكمة القديمة' التي تقوم عليها جميع أديان العالم". في عام 1880، انتقلت هي وأولكوت إلى الهند، حيث كانت الجمعية متحالفة مع آريا ساماج، وهي حركة إصلاحية هندوسية. في نفس العام، أثناء وجودها في سيلان، أصبحت هي وأولكوت أول شخصين من الولايات المتحدة يتحولان رسميًا إلى البوذية.

## سيرة حياتها

### نسبها
يرجع نسب السيدة بلافاتسكي من ناحية الأم إلى سلالة روسية عريقة إلى الأمير سيرنغوف إلى روريك المؤسس النورسي للدولة الروسية في نوفجورد. ولدت مدام بلافاتسكي في إقليم أيكانزينسلاف سنة 1831، وكان والدها حاكماً لأحد الأحياء من الطبقات النبيلة، أما من ناحية الأم فقد كانت حفيدة الأميرة هيلين دواجروكي التي كان أجدادها يرتبطون بروابط وثيقة بالعائلة الحاكمة.
ولدت هيلينا طفلة مبتسرة مريضة ضعيفة، ولهذا فقد تم الترتيب لتعميدها سريعاً باستدعاء القس والشهود، وعندما نطق القس نيابة عنها التخلي عن الشيطان، اشتعلت النار في ثوبه، وأصيب الكثيرون بحروق.
وقد اعتبر هذا كعادة أهل المنطقة نذير شر، ولم يفاجئ أحد عندما بدت الطفلة وهي تتحول إلى ساحرة، كانت الحوريات والجان هم رفقاءها الدائمين على الأقل داخل عقلها، وبدأت خيالاتها تؤثر على المنزل الذي توجد فيه حتى إن القساوسة كانوا ينثرون عليها الماء المقدس في محاولة لطرد الأرواح الشريرة.

### زواجها
تزوجت وهي في السابعة عشرة من عمرها من موظف كبير عام 1849 وبعد ثلاثة أشهر تعيسة وزواج فاشل سرقت فرساً وهربت.
ولفترة خلال السنوات الأولى للعقد الثاني من عمرها سافرت هيلينا بتروفنا كثيرا مع والدها، وقد أدى هذا التوسيع في نظرتها إلى جعلها أكثر استقلالية، وإقناع أسرتها التي تعبت كثيرا بأن أفضل طريقة لكبح جماح اهتمامها غير الصحي بالأرواح وبالموت والفلك هو تزويجها، وبالفعل تم ترتيب زواج بين هيلينا وكان عمرها 17 عاما وبين الجنرال بلافاتسكي حاكم إقليم أريفان، وقالت هي عن هذا الرجل التعيس الحظ إنه كان ما بين الستين والسبعين من عمره، وإنه كان مثل غراب بلا ريش، وربما يبدو أقرب للصحة أن يكون الجنرال بلافاتسكي في الخمسين من عمره آنداك لأنه عاش بعد الزواج ثلاثين عاما أخرى، ولابد أنه كان يملك من الحيوية ما يكفي للتوافق مع هذه الفتاة المستقلة المليئة بالحياة، ومن المعروف جيدا أنه بالنسبة لهؤلاء النسوة اللائي يمارسن قراءة الطالع وعلومها، تعتبر حالة العذرية شيئا كبير الأهمية، لذلك فإنه لم يعرف ما إذا كان الزواج قد اكتمل بمعنى دخول الجنرال بهيلينا (وقد أنكرت هي اكتمال الزواج طوال حياتها)، وإن كان الزواج لم يستمر طويلا فسرعان ما تكرر الشجار بينهما وانسحبت العروس الصغيرة وبدأت تخرج لرحلاتها.

### نشاطها
ظلت حياة هيلين غامضة وسراً خافياً لمدة عشرين سنة، ثم ظهرت فجأة لتؤكد أنها قامت برحلات متنوعة في أرجاء الأرض فزارت مصر وفرنسا وجنوب أمريكا واليونان والهند، ومنها رحلة امتدت سبع سنوات في التيبت من عام 1851 إلى عام 1858 وزعمت أنها تعلمت خلال تلك الرحلة الحكمة القديمة على يد (الإخوة البيضاء العظيمة) المكونة من أعضاء يُعرفون بالأنصار أو المهاتما أي الروح العظيمة.
ومارست في الولايات المتحدة مهنة الوسيط الروحي وأسست مع ضابط أمريكي يدعى هنري ستيل أوكلوت في عام 1877 جمعية ثيو صوفية، وأصدرت في العام نفسه كتابها (الكشف عن سر إيزيز).
ثم عادت مع أوكلوت إلى الهند حيث مارست نشاطاً تبشيرياً بأفكارها ومذهبها، وزعمت أن المهاتما في التيبت أو أصحاب الأرواح العظيمة لقنوها علوم السحر، ونشرت عام 1888 كتابها الثاني (العقيدة السرية) ويُعتبر الكتاب المقدس لأتباعها، ثم أصدرت كتابين عام 1889 هما (صوت الصمت) و (مفتاح الثيوصوفية)

### سفرها
فيما بعد قالت هيلينا لأصدقائها أنها سافرت من روسيا إلى القاهرة حيث أصبحت تلميذة لدى قبطي مسن يمتلك قدرات سحرية، وبعدها سافرت إلى باريس حيث قابلت داينيل دنجلاس هوم، عالم الأرواح الشهير الذي أراد أن يدربها لكي تصبح وسيطة روحية، ومن الممكن أن تكون هيلينا قد تعلمت منه الكثير بالرغم من أنها بعد ذلك بسنوات بذلت جهدا كبيرا في دحض علم الأرواح واتخذت لنفسها دوافع مختلفة تماما للإتيان بمعجزاتها.
واستمرت رحلاتها، ففي مدينة كويبك انضمت إلى القبائل الهندية سعيا وراء المعرفة، وفي نيواورليانز تعلمت الكثير من الفودو نوع من السحر الأفريقي الذي لم يكن معروفا بين البيض آنذاك.
وفي هذا الوقت بدأت فلسفة هيلينا بتروفنا، التي أصبحت تدرس للكثيرين فيما بعد، تتشكل في خيالها وعقلها الباطن، ولما كان قد ظهر لها مرة أو مرتين في الحلم رجل هندي طويل حاد الملامح قالت هي عنه انه رسول من خبراء التنجيم في التبت، فقد قررت أن تزور التبت وتبحث عن كبار السحرة والمنجمين الذين يمكن أن يلقنوها المعرفة الحقيقية، وبالرغم من أنها قالت فيما بعد إنها ظلت في عملية التلقين لمدة سبع سنوات فإن الوقت الذي قضته هناك بالتحديد لم يزد عن عدة أشهر، ذلك أن وسائل معيشتها التي كان يتولاها والدها لم تكن كافية للسماح لها بالسفر لفترات غير محدودة، وفي عام 1858 وبعد 10 سنوات من التجوال عادت إلى روسيا.
وعندما عادت إلى موطنها كان هؤلاء الذين يذكرونها وهي طفلة قد أصبحوا شبابا شغوفين فقط بمعرفة مستقبلهم والاستماع لقصص عن أصدقائهم الذين ماتوا، واستطاعت مدام بلافاتسكي أن تأسر ألبابهم حتى إنها كانت تقدم لهم إجابات مكتوبة على تساؤلات في أذهانهم، وكانت تقدم الوصفات الطبية، والعلاج، وقراءة المستقبل. وظهرت قدراتها القوية على السخط والغضب بانتقامها من سيدة كانت تشكك في قدراتها، فعندما طلبت منها هذه السيدة أن تحدد أفضل وسيط لتلقي دقات التنجيم والسحر، ردت قائلة الذهب وفي نفس اللحظة، وقفت على قدميها ووضعت يدها على فمها، وهنا انتزعت الحشد الذهبي بين أسنان السيدة بقوة.
ومن الظواهر الأخرى التي كانت مدام بلافاتسكي تقوم بها في ذلك الوقت قدرتها على تغيير وزن الأشياء سواء من الجماد أو الأحياء، وذات مرة وبمجرد تركيز نظرها نجحت في جعل مائدة شطرنج ثقيلة جدا حتى إن عددا من الرجال فشلوا تماما في رفعها، وبعد عدة محاولات رفعت مدام بلافاتسكي يدها دون اكتراث ونظرت في مكان آخر فعادت المنضدة إلى وزنها الطبيعي.
وربما كان أصعب من انضم إلى مريدي مدام بلافاتسكي في ذلك الوقت هو والدها، فلم يكن الرجل غير مكثرت بمعجزاتها فحسب بل إنه كان يقول عنها إنها هراء، وذات يوم أقنعه اثنان من أصدقائه القدامى أن يدخل حجرة أخرى ويكتب كلمة واحدة لا يعرفها أحد على الإطلاق فوق قطعة من الورق. وعاد الرجل من الحجرة الأخرى ليعلن أنه إذا ما نجحت ابنته في إقناع أرواحه بكشف ما قد كتب فإنه سيصبح مضطرا في النهاية إلى تصديقها ويعتبر نفسه أيضا شيئا جاهزا للأسر في مستشفى المجانين.
ودون أن تلمس اللوح الذي كانت تستخدمه لقراءة الأفكار، نظرت مدام بلافاتسكي في سعادة إلى اللوح تكتب عليه الكلمة، وعندما شاهد والدها الكلمة المكتوبة ارتعش وتحول لون وجهه إلى الشحوب، لقد كانت هي نفس الكلمة التي كتبها، وهي كلمة غريبة الاسم حصان محبب إليه لا إمكانية هناك لتخمينها، وهكذا تحول الرجل إلى الإيمان بقدرات ابنته وكان فخورا بنجاحاتها وظل يساندها حتى وفاته بعد ذلك بسنوات قلائل.
وبعد قليل عادت شهرة هيلينا بتروفنا إلى الترحال تأخذها من جديد، وفي النهاية استقرت بالقاهرة حيث أنشأت الجمعية الروحية، وكانت ترتزق كوسيط لبعض الوقت، وهذه الفترة من الفترات الهامة لأنها خلالها أصبحت صديقة لمدام كواومب التي كانت تتولى ضيافتها وإمدادها بالمال، ولكنها أصبحت في فترة تالية من حياتها هي العامل الرئيسي في الانتقاص من قدراتها وشهرتها التي عملت مدام بلافاتسكي لسنوات عديدة من أجل تحقيقها.

### في أمريكا
هذه الفصول من حياة مدام بلافاتسكي هي فصول موثقة بصورة غير كاملة، ولكن قصتها المعروفة تبدأ بالفعل منذ وصولها إلى أمريكا في بدايات عام 1870 ولقائها مع الكولونيل هنري أولكرت، الذي تولى كتابة قصة حياتها وكان لديه اهتمام بالبحث عن الحقيقة، وبالرغم من أنه قد يكون منحها فائدة الشك في العديد من الأمثلة فإنه كان صحفيا، أي رجلا من أصحاب العقل الفضولي، ولم يكن أحمق أو غبيا، فإذا كانت مدام بلافاتسكي هي الينبوع الذي شربت منه الجمعية الثيوصوفية، أو التأملية الفلسفية فإن الكولونيل كان هو المدير، وهو المؤمن بها، وبرغم أن العلاقة بينهما كانت عاصفة أحيانا فإن الاتحاد بين مواهبهما خلق إيمانا استمر، صحيح أنه بين أقلية، ولكنه استمر حتى يومنا هذا.
كان اهتمام الكولونيل أولكرت بالروحانيات غير عادي وفي أكتوبر عام 1874 حضر الكولونيل جلسة روحية اشترك فيها وسيطان هما الأخوان أبيرى، في ذلك الوقت جذب انتباهه بقوة مشهد ملئ بالحياة، في ذلك الوقت كانت مدام بلافاتسكي ترتدي قميصا أحمر براقا لامعا وربما لم تكن أكثر بدانة في أي وقت مثلما أصبحت بعد ذلك، ولكن شخصيتها القوية تسيطر تماما على أي مكان توجد فيه، وقد وصفت هي مظهرها بنفسها بأنها «قلموقية بوذية طريرية»، والقلموقية هي فرق من إحدى قبائل القلموق المغولية البوذية، وهي صاحبة وجه عريض مسطح وملامح قاسية يوازنه يدان جميلتان صغيرتان يزينهما العديد من الخواتم، أما عيناها فلونهما بين الأزرق والرمادي واسعتان معبرتان قويتان، وشعرها بني اللون كثيف متجعد كصوف الماشية.
وقد اصطبغت أصابع اليد اليمنى بلون بني من السجائر التي لا تتوقف عن تدخينها وكان هذا شيئا غريبا في تلك الأيام، وكان حديثها بأكثر من لغة وكانت تحشده دائما بالقسم للتأكيد.
وقبل أن تنتهي هذه الأمسية كانت مدام بلافاتسكي قد أسرت لب الكولونيل أولكرت الذي لاحظ بالإضافة إلى ذلك أن الأخوين أبيرى وباقي الوسطاء الروحيين قد حققوا نجاحا أكبر في وجود مدام بلافاتسكي في الجلسة، وهذا جاء تأكيدا لحقيقة أن الأرواح الحقيقية هي فقط التي استدعيت، ليس هذا فقط بل إن هؤلاء الوسطاء الروحيين كانوا يخضعون لسيطرة أرواحهم التي يستدعونها بينما مدام بلافاتسكي في ظروف مماثلة كانت هي التي تسيطر على الأرواح لكي تنفذ إرادتها وهي بكامل وعيها.
ونتيجة لاهتمام الكولونيل أولكرت بها ومقالاته في الصحف حققت مدام بلافاتسكي شهرة ضخمة في أمريكا، وأخذت شقة في نيويورك أطلقت عليها اسم «دير الرهبان اللاميين» ملأتها بمجوعة من الحيوانات والطيور المحنطة مثل الثعابين والقرود والبوم ورأس أسد معلقة في الجدار، وفي وسط هذا صنعت مكان جلستها وهي ترتدي ثوبها المفضل وهو عبارة عن أقمشة صحراء اللون زيتية، وكان تأثير هذا الجو يبدو مضحكا لغرابته ولكن حماسها مع شخصيتها الجذابة كان يجمع حولها الصفوة من كل هؤلاء المتطلعين لمعرفة المستقبل وقراءة الطوالع وهو ما كانت أمريكا كلها آنذاك شغوفة به.

### الجمعية الثيوصوفية
وفي عام 1875 كانت نقطة تحول في حياة مدام بلافاتسكي، فمن الروحانيات قررت أن تتحول إلى هؤلاء الزعماء الدينيين الذين طالما فكرت في أنهم سوف يرشدونها إلى كشف ونشر المعرفة حول القوانين التي تحكم الكرة الأرضية.
ومن أجل هذا قامت بالاشتراك مع الكولونيل أولكرت وك. جورج وهو أحد قراء الطالع بتأسيس الجمعية الثيوصوفية (أو التأملية الفلسفية)، كان هدف الجمعية هو السيطرة على قوى الطبيعة من خلال هؤلاء الخبراء سادة المعرفة من سكان التبت، هؤلاء السادة أو المهاتا يمكنهم تجسيد أنفسهم والأشياء الطبيعية الأخرى حيثما يريدون ـ ويمكنهم أن يروا الماضي ويطلعوا على المستقبل ويطيلوا حياتهم بإرادتهم، إن بإمكانهم أن يستخدموا قدراتهم من أجل الشر وهناك بالتأكيد ـ على حد قول مدام بلافاتسكي: «من يقومون بذلك ولكن اهتمام الجمعية يقتصر فقط على العمل من أجل الخير».
وعلى الرغم من أن إنشاء الجمعية تم بشكل جيد إلا أن مدام بلافاتسكي والكولونيل سرعان ما واجها مصاعب ولم يجدا من الأموال ما يكفي لتوسيع نطاقها، لذلك رحبت مدام بلافاتسكي والكولونيل بأن يدخل إلى دائرتهم رجل مسن غني يدعى البارون دي بالم، وبعد قليل من انضمامه إلى الجمعية كتب هذا البارون وصية أعلن فيها ترك كل ممتلكاته للكولونيل أولكرت لاستخدامها من خلال الجمعية الثيوصوفية، ثم مات البارون بعد فترة قصيرة، وتلقت الجمعية التهاني على ما ورثته عن البارون ولكن خاب أملهم عندما اكتشفوا أن كل ثروات وأراضي البارون ثبت أنها خيالية، فقد كان يعيش لسنوات على حساب الآخرين، وكانت الوصية هي آخر النكات التي أطلقها.
وتعاقبت الأمور من سيئ إلى أسوأ، فبينما أصبحت الجمعية مثارا للسخرية بالفعل، دخلت في أمر آخر يسيء لسمعتها، من جانب مدام بلافاتسكي ذاتها، فلسبب لم يعرف له أحد تفسيرا (وخاصة أن الجنرال بلافاتسكي كان لا يزال على قيد الحياة) تزوجت من شاب أرمني جلف أصغر منها بكثير، ربما لأنها اعتقدت أنه من الأثرياء، وعلى أي مستوى لم تسمح هي مطلقا للزواج بأن يكتمل وبعد أشهر قليلة عندما اكتشفت أنه لا يملك شيئا تركته.
وفي هذه الأثناء صدر كتابها الأول وعنوانه معناه كشف أسرار إيزيس، وكان عملا رائعا عبارة عن مجموعة متنوعة من الأديان والمعتقدات والأساطير من كل العصور والأماكن، وشهد أولكرت الذي كان معها خلال كتابة هذا العمل أنه مقتنع تماما بأنه في وقت كتابة العمل لم تكن مدام بلافاتسكي ولكن كان هناك روح أحد خبراء الأديان تسكن جسدها مؤقتا وبالفعل فإن مثل هذه الاختلافات في الأسلوب والثقافة والأدب في عمل واحد من الصعب تفسيرها وقد زاد الكتاب كثيرا من شهرة مدام بلافاتسكي، ولكنها قررت أن تتوقف للحظة وتبدأ في الدراسة بدلا من التدريس، وقررت هي والكولونيل أولكرت السفر إلى الهند، حيث كان قد تم وصولها بفترة إنشاء جمعية اسمها «أريا ساماج» بهدف إحياء المبادئ القديمة والأسرار الصوفية للديانة الهندوكية، وكان رئيس هذه الجمعية على اتصال بالكولونيل أولكرت، لذلك فإن سفره هو ومدام بلافاتسكي إلى الهند كان ردا على دعوة منه للزيارة.

### في الهند
ولدى وصولهما إلى بومباي عام 1879 قام الكولونيل بالانحناء، وتقبيل الأرض وكانت تلك الحركة لها انطباع عظيم، وقامت جمعية إربا ساماج بالترحيب بضيفها على الرغم من أن الدوافع لم تكن خالصة، فقد سعد أعضاء الجمعية بوجود منظمة أمريكية هي الجمعية الثيوصوفية تقف إلى جانب الآمال الهندية في حكومة ذاتية، وفي الحقيقة فإن مدام بلافاتسكي حملت حماسها للطموحات الهندية إلى مدى كبير حتى إنه بعد وقت قصير من وصولها إلى هناك أصبح البوليس يتابعها.
وأدركت مدام بلافاتسكي أنها لا يمكنها أن تتجاهل تماما المجتمع الأوروبي إذا كانت تريد أن تحقق نجاحا في توسيع نطاقات الجمعية، وقد كتب أ. ب سينيت رئيس تحرير إحدى الصحف الناطقة باللغة الإنجليزية لدى وصولها، وبوصفها واحدة من العرافات فقد كان مستعدا لإعلان تأييده لها وكان عليها أن تفعل كل ما باستطاعتها لكي تنال ثقته، برغم ذلك وحتى يمكنها أن تقابله قامت ومعها الكولونيل بالسفر إلى العديد من المناطق في الهند لسؤال الناس والدراويش ومعلمي الديانة الهندوسية سعيا وراء المعرفة.
وبعد أشهر قليلة من وصولهما إلى الهند أصدرت مدام بلافاتسكي والكولونيل أولكرت نسخة من المجلة الثيوصوفية، وبعيدا عن المقالات الرائعة حول السحر والتنجيم وقراءة الطالع في الغرب والموضوعات الأخرى المتخصصة فيها حظيت فلسفات الشرق والكتابات الهندوسية المقدسة وما أشبه بنقاش دقيق ومتفحص، ونجحت المجلة بصورة كبيرة وأفادت كثيرا في شهرة مدام بلافاتسكي في الهند.
وبعدها دعيت مدام بلافاتسكي والكولونيل إلى مدينة الله آباد للإقامة لدى أ. ب سينيت وزوجته، وقد أثارت تصرفات مدام بلافاتسكي الحادة ومظهرها الغريب ارتباك أ. ب سينيت ولكنه اكتشف أن كل أصدقائه يعتبرونها شخصية شاذة بصورة غير عادية، فقد دعيت إلى العديد من المنازل لكي تقوم بعرض معجزاتها وقدراتها العجيبة التي كان الكولونيل أولكرت يبذل جهدا كبيرا في الإعلان عنها، وإن كانت هي في ذلك ترفض أداء مثل هذه العروض دائما بقولها إن معلميها يرفضون القيام بهذه العروض للمظاهرة بصورة مستمرة، وأن المعرفة والعلم يجب عدم استخدامهما بهذا الأسلوب.
ولم يكن هناك أي شك في قدرة مدام بلافاتسكي لدى سينيت والآخرين من المجموعات المتزايدة من الذين انضموا إلى جمعية الثيوصوفية برغم نوبات الغضب التي تنتابها عندما يطلب منها إظهار معجزاتها، وقد اختاروا مدام بلافاتسكي لتكون ممثلهم عند الزعماء الروحيين برغم الإحباط الذي يصيبهم من أنهم أنفسهم يلتقط أي رسالة من هؤلاء الزعماء.

### ظواهر خارقة
وجاء وصول الأصدقاء القدامى من أسرة كولومبس إلى الهند ليسعد مدام بلافاتسكي، كذلك يجب الاعتراف بأن بلافاتسكي لم تكن تحب الاحتفاظ بخدم، لذلك فإنها قد كانت تشكر لصديقها القيام بهذا العمل، وكان معها في المنزل أيضا شاب مصاب بالدود رن مثير للشفقة قطع كل علاقة له بأسرته من أجل البقاء لدى بلافاتسكي.
وسافرت مدام بلافاتسكي إلى سيلان مع الكولونيل أولكرت بدعوة من كبار الكهنة البوذيين، وقد شعرا أنهما مرتبطان نفسيا بالديانة البوذية حتى إنهما سرعان ما دخلا فيها، وبرغم إقامة العديد من فروع الجمعية الثيوصوفية في سيلان فإن النجاح الذي حققته بلافاتسكي وألوكرت بين البوذيين لم يخدم روابطهما مع جمعية أريا ساماج الهندوسية. فلدى عودتها إلى الهند طلب رئيس جمعية أريا ساماج ضرورة إنهاء الرابطة مع الجمعية الثيوصوفية، وتم الاتفاق على ذلك ولكن بعد فترة ذهبت جمعية الثيوصوفيين وقالت إنه ليست لهم عقيدة معينة وإنهم لا يملكون أموالا خاصة بهم، ولم يؤثر هذا كثيرا على مدام بلافاتسكي فقد كانت منشغلة في بناء مذهب جديد.
وعندما دعاها سينيت للإقامة لديه أعلنت مدام بلافاتسكي أنها أصبحت في النهاية تحصل على توجيه من زعيم ديني جديد وهو المهاتما كوت هومى، ولم تعد مبتدئة غير صالحة لإظهار دليل على وجود المعرفة، وعلى العكس فقد كانت سعيدة بالاتصال برغباتهم وآرائهم لهؤلاء الذين يستحقونها.
وفي أي اجتماع لها، يقال إن أصوات الموسيقى كانت تملأ المكان، وتتحرك الأشياء من مواقعها بدون قوة مرئية، ويزعم أنصارها وقوع "معجزتين" في ضوء النهار، فبينما مدام سينيت في نزهة بالخارج بعد حديث بينها وبين مدام بلافاتسكي انتهى إلى أنها أي مدام سينيت في حاجة إلى دليل مادي وشخصي من واحد من المهاتما لكي يتأكد ويقوي إيمانها، وأشارت إلى إحدى الأشجار البعيدة، وعندما ذهبت مدام سينيت إلى حيث الشجرة شحب لونها وهي تقرأ "أعتقد أنه طلب مني أن أترك رسالة هنا. ماذا تريدين مني؟ والتوقيع أحد شخصيات جبال التبت، وأدركت مدام يسنيت أن هذا لا يمكن أن يحدث إلا عن طريق قوى خارقة، وبالفعل ظلت ترى هذا الذي حدث مما زاد من شهرة مدام بلافاتسكي.
أما الحدث الثاني فيقال إنه وقع في وجود أغراب وكان له تأثير أكثر قوة، فقد رتبت مدام بلافاتسكي والكولونيل أولكرت وسينيت وزوجته لنزهة مع سيدة أخرى وزوجها لا علاقة لهما بالثيوصوفية وملأت المجموعة سلالها وبينما هم في الطريق انضم إليهم صديق إنجليزي يعمل قاضيا وطلب منهم أن يذهب معهم، ولدى وصولهم إلى المكان الذي سيقضون فيه يومهم اكتشفوا أن عدد الفناجين والأطباق 6 بينما عدد المنضمين للرحلة 7، وهنا اقترح الموجودون على مدام بلافاتسكي أن تقدم لهم شيئا ماديا، وعلى الفور نظرت مدام بلافاتسكي إلى رفيقهم في الرحلة الميجور هندرسن، وطلبت منه الذهاب إلى مكان معين وأن يحفر قليلا في الأرض بسكين، وما هي إلا لحظات حتى وجد هندرسن تحت الأرض فنجانا وطبقا.
وهنا ظاهرة أخرى تستحق الذكر، فبينما كانت مدعوة إلى حفل عشاء في منزل صديق يدعى مستر هيرمن، قالت مدام بلافاتسكي لزوجته إنها تستطيع أن تعثر لها على شيء تريده يكون قد ضاع منها، فسألت مسز هيرمن عن بروش من اللؤلؤ، وهنا حددت مادام بلافاتسكي مكانا معينا وهو إناء للزهور في إحدى حجرات البيت وطلبت من أحد الموجودين أن يبحث فيه، ولدهشة الجميع عثر الشخص على هذا البروش ملفوفا في ورقة في نفس المكان.
بعدها ارتبطت مدام بلافاتسكي أكثر بسينيت وبدأت علاقاتها بالمهاتما كوت هومى تتزايد معها المعجزات، وكذلك بالصديق الجديد مستر هيرمن، وكانت ردود مدام بلافاتسكي باعتبارها وسيطة بينهما وبين كوت هومى تظهر بأكثر من طريقة سواء بأوراق تظهر مكتوبة فجأة في الهواء، أو تكتب على أيدي من يحضرون جلساتها.
وفي العام التالي، تزايد اهتمام مدام بلافاتسكي بمجلتها وبكتباتها، كما سافرت إلى أكثر من منطقة في الهند، تستعرض قدراتها وتتعلم من الاتصال بالآخرين، ثم مرضت مرضا آخر شديدا وأصيبت بقرحة، وعلى الرغم من ضعف صحتها فإنها قامت برحلة طويلة إلى منطقة دار جيلينج ثم عبرتها إلى منطقة سيكيم حيث قالت إنها التقت مع مجموعة أخرى من الزعماء الدينيين وشفيت سريعا.
وربما كان من أهم الأحداث التي يُزعم أنها حدثت بعد هذا ظهور روح المهاتما كوت هومى في جسد مادّي لهؤلاء من أعضاء الجمعية الثيوصوفية الذين كانوا قد يئسوا من مجرد رؤية زعمائهم الروحيين، وكان ظهوره على هيئة شخص أبيض اللون يرتدي عمامة هندية، وكان يبقى لدقائق ثم يختفي، ويقال إنه كان هناك شهود عيان لهذه الوقائع فتزايدت شهرة الجمعية الثيوصوفية.
وفي مقر الجمعية في أديار أنشأت مدام بلافاتسكي والتقطت بقايا الطبق وقامت بلفها في قطعة قماش ووضعتها في مكان وأغلقت أبواب المعبد، وعادت مدام كولومبو لفتح لفة بقايا الطبق لتجد رسالة من كوت هومى، وترى الطبق سليما.
وسافرت مدام بلافاتسكي إلى إنجلترا لإجراء مقابلة مع لجنة جمعية الأبحاث الروحية، وكان بصحبتها الكولونيل أولكرت بينما بقي الزوجان كولومبو في المنزل لرعايته، وفي لقائها أعطت مدام بلافاتسكي تصريحا كاملا لعضو من اللجنة لزيارة الفروع الهندية للجمعية الثيوصوفية وإجراء أي تحقيقات يراها ضرورية.

### غش وخداع
وفي خلال هذه الفترة شعرت صديقتها مدام كولومبو بأنها على وشك الطرد في غياب مدام بلافاتسكي من جانب الأعضاء الآخرين من الجمعية، وعانت كثيرا ولم تكن تجد ما تقيم به أودها وتعرضت للابتزاز من جانب أعضاء الجمعية وبحثت عن مبلغ من المال لإسكاتهم بعد أن هددوا بتشويه سمعة مدام بلافاتسكي ولكنها لم تجد هذا المبلغ.
وسرعان ما بدأت مجلة الكلية المسيحية في مدينة مدارس نشر ما أطلقت عليه «رسائل كولومبو»، قالوا فيه إن كل ما أقتنع الصحفي سينيت والآخرين من قدرات مدام بلافاتسكي كان عبارة عن غش وخداع، وأسرعت مدام بلافاتسكي والكولونيل أولكرت بالعودة ولو كانت قد رفعت دعوى ضد مجلة الكلية المسيحية في مدارس وصديقتها مدام كولومبو لكان بإمكانها كسبها، ولكن أولكرت وجد أنه من غير الحكمة أن يجعل امرأة مثل مدام بلافاتسكي تجلس في مقعد الشهود، ولم تكن هذه هي الكارثة الأولى، فقد قدم عضو جمعية الأبحاث الروحية تقريرا اتهم فيه مدام بلافاتسكي بأنها جاءت إلى الهند جاسوسة سوفيتية، وقال إن كل ما زعمته مدام بلافاتسكي كان عبارة عن مجموعة من الخدع والحيل.
وكانت هذه هي الضربة المميتة لمدام بلافاتسكي التي انهارت بعدها قواها الصحية وعادت إلى إنجلترا وهي شاعرة بكل القهر والظلم، وسرعان ما بدأت تمدّ سينيت الصحفي بكل المعلومات عن حياتها، وكيف بدأت تصنع أصدقاء جددا على رأسهم مسز آني بيزات التي تبنت كل أفكار وتعاليم مدام بلافاتسكي، ولم تنفصل المرأتان ولكن حياة مدام بلافاتسكي كانت تقترب من نهايتها، حيث توفيت يوم 8 مايو عام 1891.
وسواء كانت هيلينا بتروفنا بلافاتسكي هي هذه الغشاشة التي زعموها، أو كانت حقا هي المرأة التي تسيطر على قواها الروحية وتسيطر على الأرواح، فإن الحقيقة التي لا يمكن إنكارها أنها كانت امرأة ذات قوى وقدرات خاصة مرتبطة بحماس لا حدود له ومعلومات هائلة حول السحر والتنجيم وإيمان حقيقي في القدرة على فهم ما بعد الحياة مما جعل العديد من الأذكياء يدخلون إلى عالمها ويؤمنون بفلسفتها.

## النقد
كانت مدام بلافاتسكي ولاشك إمراة غريبة وغامضة اشتغلت بالعلوم المحرمة وكتبت في مجالات خارقة، لهذا كان النقد اللاذع والسخرية القاسية أحيانا كثيرة هو نصيبها. إلا ان النقد الموجه لها في حياتها خاصة تميز بنوع خاص، هو قدراتها الخارقة وألاعيبها الغامضة التي كانت تجيدها وقراءة الطوالع والتحكم بالشياء وغيرها من الأمور الخارقة، وفوق كل هذا، كان ما تكتبه يوجه له نقد آخر. ففي اقتباس لها من كتاب للدكتور A. Kingsford بعنوان "Perfect Way" (قسم: The Secret of Satan): «الشيطان هو إله كوكبنا هذا وهو الاله الوحيد» وتابعت «وهذا دون أي استعارة تلتصق بالشر والفساد» وتعليقا على هذا قالت بلافاتسكي أن ما يطلق عليه المسيحيون في الكتاب المقدس «إبليس-لوسفير» لم يكن هو ممثل الشر في المثوولوجيات القديمة بل على العكس هو حامل النور (الذي هو المعني الحرفي لاسم لوسيفر). حسب كلام بلافاتسكي الكنيسة هي من حولت اسمه إلى شيطان (والذي يعني العاصي: من الجذر شطن) حيث حورت الكنيسة المعني لتصوغ عقائدها من الغنوصية القديمة.
وفي معرض دفاعها عن نفسها وعقائدها، قالت مدام بلافاتسكي:

«يجب أن تضع في اعتبارك عدد الخصوم الأقوياء الذين ظهروا منذ تشكيلنا لجتمعيتنا. كما قلت تماما: إذا كانت الحركة الثيوصوفية واحدة من تلك الحركات الحديثة العديد المجنونة، غير ضارة في نهاية بزوالها، فسوف تكون مجرد أضحوكة― كما هو عليه حال أولئك الآن الذين لا يزالو غير قادرين على فهم مضمونها الحقيقي، ويتركوها وحدها. ولكن لا شيء من هذا القبيل. جوهريا، الثيوصوفية هي أحد أكثر الحركات جدية في هذا العصر؛ وعلاوة على ذلك، أحد أكثر الحركات التي تهدد جداً حياة معظم الشرور الاجتماعية العريقة والخداع اليوم – سحق تلك الشرور التي تتغذي وتسعد علية القوم ومقلديهم ومتملقوهم، عشرات الأثرياء من الطبقات الوسطى، في حين أنهم يقومون بتجويع ملايين الفقراء. فكر في هذا، وبسهولة ستفهم سبب أن مثل هذا الاضطهاد الذي لا هوادة فيه للآخرين، الذين هم أكثر عصبية وتبصرا، وسترى الطبيعة الحقيقية للثيوصوفية، ولذلك ستحترمها.»
تعرضت المدام بلافاتسكي لحملة تشهير في الصحافة والمجلات الكبرى في بريطانيا وكندا والولايات المتحدة قادها Richard Hodgson، حيث أرسل سنة 1885 تقريرا إلى Society for Psychical Research يسفه فيه بلافاتسكي ويصفها بالمحتالة، ونشر تقريره السنة التالية. بعد مراجعة قام بها المدير السابق لجمعية البحوث النفسانية الدكتور Dr. Vernon Harrison وThomas De La Rue مدير البحوث السابق في الجمعية الخبير في علوم التزوير، خلص إلى أن «المدام بلافاتسكي، أحد مؤسسي الجمعية الثيوصوفية، أدينت ظلما، هذا ما خلص اليه البحث»

## النظريات الجنسية (العرقية)
تقسم بلافاتسكي الأجناس البشرية إلى سبعة أعراق مختلفة يعيش كل منها على جزء من الكرة الأرضية. وابتدعت بلافاتسكي مصطلحا جديدا هو Root-race " " ويشير إلى المراحل التي مر بها جنسنا البشري في تطوره إلى اليوم وكانت قد نشأت وتطورت في القارات القديمة الغارقة مثل أطلانطس وليموريا
كانت بلافاتسكي تعتقد بأن الأوروبيين ينحدرون من عرق من المخلوقات يشبه الملائكة يدعون بـ الآريين، وتزعم بأن الآريين استخدموا قوى روحية خفية لبناء الأهرامات وحضارة أطلنطس وشبكة من المدن تقبع تحت القارة القطبية الجنوبية (اقرأ عن نظرية الأرض المجوفة) وبأن سلالتهم وجدت في جبال الهيمالايا وإشارتهم هي الصليب المعقوف (سواستيكا) وهي في نفس الوقت إشارة الهندوس القدامى والتي ترمز للحظ.
وهذه الأجناس حسب بلافاتسكي هي:
1. الجنس الأول: الأثيري (المكون من المادة الأثيرية) وهم يتكاثرون بالانقسام مثل الأميبا. كلنت الأرض في طور التشكل وظهر الجبل الأول المسمى جبل ميرو في المحيط الكبير.
2. الجنس الثاني: الهايبربوريا، ذو لون أصفر ذهبي. وكان يسكن المناطق الشمالية، كندا، إسكندنافيا، جرينلاند، شمال آسيا وشبه جزيرة كمتشتاكا (روسيا). كان المناخ مداري وكان السكان يدعون أنفسهم كيمبورش ويتكاثرون بال وليس لهم خلف اليوم
3. الجنس الثالث: الليموريين، وهم سود البشرة يعيشون في ليموريا التي كانت قارة بين المحيط الهندي وأستراليا منذ 34.5 مليون سنة مضت أي في العصر الجوراسي
4. الجنس الرابع: الأطلنطيين، عاشو منذ 4.5 مليون سنة خلت في أفريقيا وهم ينقسمون بدورهم إلى سبعة أجناس فرعية
5. الجنس الخامس: الآريين: تؤمن بلافاتسكي أن الجنس البشري اليوم هو في الجنس الخامس من حيث الترتيب، الآريين. والذين نشأو وتطوروا من الججنس السابق قبل 100,000 سنة مضت. وأن فقط 90,000 نسمة نجت من كارثة غرق أطلانطس سنة 79,797 قبل الميلاد حيث هاجرو إلى الصحراء الكبرى شمال أفريقيا وأسسو «مدينة الشمس» ومن هناك توتصل الهجرات بدا من 70,000 ق.م حيث توجهو إلى الجزر البيضاء وصحراء جوب وأسسو في طريقهم «مدينة الجسر»
6. الجنس السادس: حسب شارلز وبستر ليدبيترCharles Webster Leadbeater ستؤسس الجمعية الثيوصوفية في صحراء باها كاليفورنيا (كاليفورنيا السفلى بالمكسيك) تحت قيادة أستاذ الحكمة القديمة في القرن الثامن والعشرين ما سيعرف بالجنس السادس. الماستر موريا سيكون سيد الجنس الجديد، وسيقاد العالم بالطاقة النووية وستكون هناك حكومة واحدة عالمية يقودها أحد أسلاف يوليوس قيصر. بعد عدة عشرات من آلاف السنين ستظهر قارة جديدة في المحيط الهادئ والتي ستكون موطن الجنس السادس. ستنفصل شبه جزيرة غرب كاليفورنيا وتصبح جزيرة كاليفورنيا على الساحل الشرقي للقارة الجديدة.
7. الجنس السابع: بعد ملايين السنين في المستقبل، سيظهر الجنس السابع من الجنس الفرعي السابع من الجنس السادس وسيعيشون على قارة جديدة تظهر من المحيط الهادئ تدعى بوشكارا.

الهجرة إلى كوكب الزهرة
يؤمن الثيوصوفييون أن الجنس البشري بعد ملايين السنين من الآن سيترك الأرض لكارثة تحل بها ويغادر ليعيش على كوكب الزهرة ليحافظ على تطوره الروحي والمادي.
الإيمان بالأخوة الإنسانية
يدافع الكتاب الثيوصوفيون المتاُرون بفلسفة بلافاتسكس اليوم عن فكرة الجنس الآري والروت ريس على أنها «ليست أفكارا ديموغوجية». تقول بلافاتسكي أن «الإنسان لا شك من دم واحد لكنه بنكهات مختلفة»
انظر: http://dossiersetranges.blogspot.com/search?q=بلافاتسكي

## أعمالها
- Blavatsky, H P (1877), Isis unveiled
- Blavatsky, H P (1880), From the Caves and Jungles of Hindostan
- Blavatskaja, Elena Petrovna (1888), The secret doctrine
- Blavatsky, H P (1933) [1889], The voice of the silence
- Blavatsky, H P (1889), The key to theosophy
- Blavatsky, H P (1892), Nightmare tales
- Blavatsky, H P; Neff (1937), Mary Katherine)
- Blavatsky, H P; Goodrick-Clarke, Nicholas (2004), Helena Blavatsky

مع عدد كبير من مقالتها مجمعة في الموقع الالتكروني التالي: http://collectedwritings.net

## كتب عن بلافاتسكي
- Bleiler, Everett Franklin (1948), The checklist of fantastic literature; a bibliography of fantasy, weird and science fiction books published in the English language, Chicago, Shasta Publishers, OCLC 1113926
- Caldwell, Daniel H (2000), The esoteric world of Madame Blavatsky : insights into the life of a modern sphinx, Theosophical Pub. House, ISBN 978-0-8356-0794-0, http://esotericworld.net
- Cranston, S L (1994) [1993], HPB : the extraordinary life and influence of Helena Blavatsky, founder of the modern Theosophical movement, Putnam, ISBN 978-0-87477-769-7, http://www.worldcat.org/oclc/28666454
- Guénon, René (2001), Theosophy : history of a pseudo-religion, Sophia Perennis, ISBN 978-0-900588-80-8, http://www.worldcat.org/oclc/46364622, retrieved 2009-11-26
- Hanson, Virginia (1988), H.P. Blavatsky and The secret doctrine, A Quest book, Theosophical Pub. House, ISBN 978-0-8356-0630-1, http://www.worldcat.org/oclc/17477685, retrieved 2009-11-26
- Harrison, Vernon (1997), H.P. Blavatsky and the SPR : an examination of the Hodgson report of 1885, Theosophical University Press, ISBN 978-1-55700-118-4, http://www.worldcat.org/oclc/36565944, retrieved 2009-11-26
- Meade, Marion (1980), Madame Blavatsky, the woman behind the myth, Putnam, ISBN 978-0-399-12376-4
- Ryan, Charles J; Knoche, Grace F (1937), H.P. Blavatsky and the theosophical movement : a brief historical sketch, Theosophical University Press, ISBN 978-1-55700-090-3, http://www.theosociety.org/pasadena/hpb-tm/hpbtm-hp.htm
- Solovyov, Vsevolod Sergyeevich (1895), A Modern Priestess of Isis London, http://ia310817.us.archive.org/0/items/amodernpriestes00britgoog/amodernpriestes00britgoog.pdf
- Symonds, John (2006) [1959], The lady with the magic eyes : Madame Blavatsky, medium and magician, Kessinger Pub, ISBN 978-1-4254-8709-6, http://www.worldcat.org/oclc/122353386
- Thibaux, Jean-Michel (1992) [1992], Héléna Blavatsky, les sept esprits de la révolte, Edition 1, ISBN 2-86391-500-2

## وصلات خارجية
- هيلينا بتروفنا بلافاتسكي على موقع IMDb (الإنجليزية)
- هيلينا بتروفنا بلافاتسكي على موقع الموسوعة البريطانية (الإنجليزية)
- هيلينا بتروفنا بلافاتسكي على موقع إن إن دي بي (الإنجليزية)
- http://dossiersetranges.blogspot.com/2010/12/blog-post_2346.html